# Николас-Руис (муниципалитет)
Никола́с-Руи́с (исп. Nicolás Ruiz) — муниципалитет в Мексике, штат Чьяпас, с административным центром в одноимённом посёлке. Численность населения, по данным переписи 2020 года, составила 4765 человек.

## Общие сведения
Название Nicolás Ruiz муниципалитет и город получили в честь Николаса Руиса — политического деятеля и губернатора Чьяпаса (1846—1847), участвовавшего в военных действиях против французских интервентов.
Площадь муниципалитета равна 29,5 км², что составляет менее 0,1 % от площади штата, а наиболее высоко расположенное поселение Николас-Руис, находится на высоте 732 метра.
Он граничит с другими муниципалитетами Чьяпаса: на севере с Тотолапой, а на востоке, юге и западе с Венустиано-Каррансом.

## Учреждение и состав
Муниципалитет был образован в 1917 году, по данным 2020 года в его составе остался только административный центр, так как в 2018 году мэрия выгнала жителей и уничтожила ранчо Эль-Потреро.
| Код INEGI                  | Населённый пункт                                                                          | Численность населения (2005 год) | Численность населения (2010 год) | Численность населения (2020 год) |
| -------------------------- | ----------------------------------------------------------------------------------------- | -------------------------------- | -------------------------------- | -------------------------------- |
| 058                        | Всего                                                                                     | 3935                             | 4317                             | 4765                             |
| 0001                       | Николас-Руис (исп. Nicolás Ruíz) 16°26′13″ с. ш. 92°35′07″ з. д. (административный центр) | 3897                             | 4277                             | 4765                             |
| 0017                       | Эль-Потреро (исп. El Potrero) 16°27′08″ с. ш. 92°36′31″ з. д.                             | 38                               | 39                               | —                                |
| 0003                       | Гуапиноль (исп. Guapinol) 16°27′20″ с. ш. 92°37′03″ з. д.                                 | —                                | 1                                | —                                |
| Названия на карте Генштаба |                                                                                           |                                  |                                  |                                  |

## Экономическая деятельность
Муниципалитет получает доход в основном от первичного сектора экономики, включающего в себя:
- Сельское хозяйство: выращивается кукуруза.
- Животноводство: разводится крупный рогатый скот, свиньи, овцы и домашняя птица.

## Инфраструктура
По статистическим данным 2020 года, инфраструктура развита следующим образом:
- электрификация: 99,5 %;
- водоснабжение: 57,2 %;
- водоотведение: 99,2 %.